# John B.T. Campbell III
John Bayard Taylor Campbell III, född 19 juli 1955 i Los Angeles, Kalifornien, är en amerikansk republikansk politiker. Han var ledamot av USA:s representanthus 2005–2015.
Campbell utexaminerades från University of California, Los Angeles och avlade sedan masterexamen vid University of Southern California. Han arbetade därefter som revisor.
Kongressledamoten Christopher Cox avgick 2005 för att tillträda som ordförande för United States Securities and Exchange Commission. Campbell vann fyllnadsvalet för att efterträda Cox i representanthuset. Han omvaldes fyra gånger.